# Une soif d'amour
Une soif d'amour (愛の渇き, Ai no Kawaki) est un roman de Yukio Mishima publié en 1950, dont l'intrigue se déroule dans le Japon d'après-guerre.

## Résumé
Une jeune veuve, Etsuko, s'est installée dans la maison où vit sa belle-famille, les Sugimoto, dans la campagne en banlieue d'Osaka. Elle devient l'amante passive de son beau-père Yakichi et tombe amoureuse de Sabouro, un domestique.

## Thèmes principaux
- La souffrance (endurée par Etsuko lors de son mariage jusqu'à la mort douloureuse de son mari infidèle, et en raison de son amour inavoué pour le jeune Sabouro). La douleur psychique est décrite avec une grande finesse.
- La jalousie (endurée par Etsuko, d'abord contre les maîtresses de son mari, puis contre Miyo, qui tombe enceinte de Saburo ; peut également être évoquée la jalousie de Yakichi envers Saburo).
- Le poids des origines et du milieu social. La hiérarchie de la société japonaise est dépeinte comme source de nombreuses souffrances.
- L'opposition entre le monde de la ville et celui de la campagne.

## Citation
« Les gens qui ne portent que des vêtements de confection sont enclins à douter de l'existence des tailleurs. Et, bien que captivé par des tragédies de confection, ce couple [Kensuké et Chiéko] était incapable de concevoir que les tragédies de certaines personnes sont faites sur mesure. »

## Personnages principaux
- Etsuko : jeune veuve que l'on découvre d'origine aristocrate ayant été élevée à Tokyo. Il s'agit du personnage central à partir duquel l'essentiel les émotions ou les événements sont décrits. Elle épouse Ryosuké Sugimoto, mari infidèle qui meurt de la « fièvre typhoïde » dans une grande souffrance. Etsuko assiste avec soulagement à cette agonie, et s'installe ensuite dans sa belle-famille.
- Yakichi Sugimoto : vieil homme qui, après une brillante carrière, passe sa retraite dans la campagne d'Osaka à entretenir ses terres. Il a eu trois enfants, Kensuké, Ryosuké et Asako, sa seule fille. Il accueille Etsuko, dont il fait son amante et sa cuisinière, dans la maison familiale.
- Kensuké Sugimoto : fils aîné de Yakishi. Réfractaire à la tâche et volontiers orgueilleux, il occupe avec sa femme Chiéko une partie de l'étage de la maison. Celle-ci reste en admiration devant la culture (réelle) et perspicacité (prétendue) de son mari face aux événements.
- Saburo : jeune homme qui travaille comme domestique chez les Sugimoto. Il semble le seul à ne pas entrevoir la passion qu'éprouve Etsuko à son encontre.
- Miyo : femme domestique travaillant chez les Sugimoto. Elle tombe enceinte de Saburo et Etsuko la fait congédier.